# Lonicera pamirica
Lonicera pamirica är en kaprifolväxtart som beskrevs av Antonina Ivanovna Pojarkova. Lonicera pamirica ingår i släktet tryar, och familjen kaprifolväxter. Inga underarter finns listade i Catalogue of Life.